# Suimanga bronzat
El suimanga bronzat (Nectarinia kilimensis) és un ocell de la família dels nectarínids (Nectariniidae).

## Hàbitat i distribució
Habita zones clares als boscos i zones estepàries a les muntanyes d'Angola, sud d'Etiòpia, nord-est i est de la República Democràtica del Congo, Uganda, incloent les terres baixes, est de la República Democràtica del Congo, oest, centre i sud-est de Kenya, Ruanda, Burundi, extrem nord-est de Zàmbia, Tanzània, Malawi, est de Zimbabwe i sud de Moçambic.